# Compsemys
Compsemys é um gênero extinto de tartarugas pré-históricas do Cretáceo Superior e Paleoceno da América do Norte e possivelmente da Europa. A espécie-tipo C. victa, descrita pela primeira vez por Joseph Leidy da Formação Hell Creek em Montana em 1856, e outra espécie provável C. Russelli (tradicionalmente em Berruchelus), descrita em 2012, de depósitos do Paleoceno na França. Seus afinitos são incertos há muito tempo, mas recentemente foi considerado o membro mais básico de Paracryptodira, apesar do clado aparecer pela primeira vez no Jurássico Superior, e às vezes é incluído em sua própria família, Compsemydidae. Uma revisão em 2020 descobriu que Compsemydidae era mais expansivo, também contendo Riodevemys e Selenemys do Jurássico Superior da Europa e Peltochelys do Cretáceo Inferior da Europa.
Compsemys era uma tartaruga de tamanho moderado, com até 30 cm de comprimento, com uma carapaça coberta de tubérculos elevados e achatados, que não são vistos em nenhuma outra tartaruga. Isso permite que até mesmo pequenos fragmentos de casca sejam identificados como Compsemys. O crânio assemelha-se ao da tartaruga jacaré, com o bico adunco; Compsemys deve ter sido um carnívoro aquático. Os mais antigos fragmentos de conchas identificáveis como Compsemys são conhecidos do estágio Santoniano do Cretáceo Superior na América do Norte, enquanto os restos europeus não são conhecidos até o Paleoceno. Sugere-se que o Compsemys se dispersou na Europa durante o início do Paleoceno via Groenlândia. A morfologia do crânio sugere que Compsemys era uma tartaruga hipercarnívora.